# Attaque de Mers el-Kébir
 (juin 2016).
Si vous disposez d'ouvrages ou d'articles de référence ou si vous connaissez des sites web de qualité traitant du thème abordé ici, merci de compléter l'article en donnant les références utiles à sa vérifiabilité et en les liant à la section « Notes et références ».
Seconde Guerre mondiale
Opération Catapult
Batailles
1940
- Vado
- Siège de Malte
- Club Run
- Convoi Espero
- Mers el-Kébir
- Punta Stilo
- Cap Spada
- Hurry
- Cap Passero
- MB.8
- Tarente
- Détroit d'Otrante
- White
- Cap Teulada

1941
- Excess
- Convoi AN 14
- Grog
- Abstention
- Baie de La Sude
- Cap Matapan
- Îles Kerkennah
- Crète
- Galite
- Substance
- Halberd
- Convoi Duisburg
- Cap Bon
- Syrte (1941)
- Rade d'Alexandrie

1942
- Syrte (1942)
- Calendar
- Bowery
- Albumen
- Harpoon
- Vigorous
- Pedestal
- Agreement
- Torch
- Stoneage
- Sabordage de la flotte française à Toulon
- Portcullis
- Banc de Skerki
- Olterra (navire auxiliaire)
- Raid sur Alger

1943
- Zouara
- Convoi de Cigno
- Convoi de Campobasso
- Corkscrew
- Husky
- Gela
- Scylla
- Pietracorbara
- Dodécanèse
  - Rhodes
  - Leros
  - Kos
- Convoi KMF-25A

1944
- Ist
- Raid sur Santorin
- Raid sur Symi
- Port-Cros
- La Ciotat
- Île de Pag

1945
Mer Ligure
- Convois alliés
  - convois de Malte
- Campagne des U-boote
- Campagne adriatique

L'attaque de Mers el-Kébir est une attaque menée du 3 au 6 juillet 1940 par la Royal Navy contre une escadre de la Marine nationale française dans le port militaire français de Mers el-Kébir, en Algérie. L'attaque est menée par le Royaume-Uni dans le cadre de l'opération Catapult, 15 jours après l'Appel du 18 juin, une semaine avant la remise des pleins pouvoirs à Philippe Pétain. La France et le Royaume-Uni n'étant pas en guerre au moment de l'attaque, elle marque une rupture entre les deux pays.
L’article 8 de l'armistice du 22 juin 1940 prévoyait de laisser la flotte française sous commandement français en lui imposant une stricte neutralité. Churchill était tout à fait au courant de ce point de la convention d'armistice signée quelques jours plus tôt. Néanmoins, il décida d'entreprendre cette opération. Le Royaume-Uni était alors seul devant l'ennemi allemand et italien.
L'attaque a été précédée d'un ultimatum, que l’amiral Somerville adressa au vice-amiral d'escadre Marcel Gensoul, lui disant de rejoindre la flotte britannique afin d'éloigner les navires français de la Méditerranée, les mettant ainsi hors de portée de l'ennemi, ou de les saborder, avec un délai de six heures pour commencer à s'exécuter. L’amiral ne se considérait pas en position de pouvoir prendre une telle décision, qui allait possiblement à l'encontre des termes de l'Armistice. Ne recevant aucune réponse positive, Somerville mit ses menaces à exécution.
L'attaque britannique, rapide et efficace, causa de lourdes pertes matérielles mais surtout humaines dans l'escadre française, faisant 1 295 morts chez les marins français. Les pertes les plus terribles étant celles du cuirassé Bretagne, qui chavira et coula en très peu de temps lors de l'attaque du 3 juillet, avec 977 morts.

## Contexte
Après la débâcle de juin 1940, le gouvernement français, déplacé à Bordeaux, doit choisir entre deux options : la capitulation militaire honorable avec occupation de toute la métropole par les Allemands et la poursuite de la lutte hors métropole à partir de l'exil (comme c'était déjà le cas des gouvernements polonais, néerlandais ou norvégien) ou une demande d'armistice pour suspendre les combats, en violation de l'engagement interallié du 28 mars 1940. Or, une capitulation aurait engagé la responsabilité de l'armée, qui s'y refusait, rejetant cette responsabilité sur le gouvernement de la Troisième République. En cas de capitulation, ce dernier aurait pu essayer de poursuivre la guerre en exil avec la Grande-Bretagne et ce qui restait des forces françaises (c'est-à-dire la Marine et les forces françaises d'Afrique). Un armistice, au contraire, engagerait le gouvernement dans son ensemble à cesser le combat. Pour limiter le déshonneur, les conditions devaient être négociées avec beaucoup de soin.
Début juin 1940, le président du Conseil Paul Reynaud et, avec lui, la majorité du gouvernement penchent pour la capitulation. Au contraire, le général-en-chef Weygand, Philippe Pétain, vice-président du Conseil, et l'armée dans son ensemble considèrent que la charge de la défaite appartient aux politiques et souhaitent donc que le gouvernement endosse pleinement sa responsabilité en demandant l'armistice. Laval, de son côté, est également favorable à l'armistice, mais va encore plus loin ; particulièrement anglophobe, il penche pour un renversement des alliances. Laval et les militaires s'appuient sur l'anglophobie ambiante (depuis l'affaire de Dunkerque) pour amener les membres du gouvernement à rejoindre leur position, conduisant Paul Reynaud à démissionner de la présidence du Conseil.
Selon Albert Kammerer (diplomate français opposé à l'armistice de 1940), l'amiral Darlan, qui était à la tête d'une des marines de guerre les plus puissantes du monde et qui n'avait pas été vaincue (à la différence de l'armée de terre), était début juin sur la même position que Reynaud. Il n'était pas anglophobe à l'origine mais le traité naval germano-britannique de 1935 avait attisé sa suspicion vis-à-vis des Britanniques. Darlan avait beaucoup d'ambitions personnelles et Pétain réussit à le faire changer d'avis en lui promettant de devenir ministre de la Marine dans le nouveau gouvernement.
Finalement, les relations entre les deux nations, dégradées depuis la bataille de Dunkerque, prennent une nouvelle tournure lorsque Reynaud démissionne et que Pétain, maintenant président du Conseil, se prépare à signer l’armistice du 22 juin 1940 avec l’Allemagne (puis le 24 juin avec l’Italie).
L'armistice impliquait d'être délié de l'engagement interallié, qui prévoyait qu’aucune paix séparée n’était possible sans l’accord de l’autre partie. Winston Churchill fait savoir à plusieurs reprises, d'abord à Reynaud et plus tard au gouvernement Pétain, qu’il comprend la position difficile dans laquelle se trouve la France et qu’il peut admettre que la France soit déliée de ses engagements en concluant un armistice séparé, mais à condition que la flotte française ne puisse jamais tomber dans les mains de l’ennemi, ce qui suppose ou bien que la flotte française se saborde, ou bien qu’elle rallie les positions britanniques ou américaines. En choisissant de se réfugier en Afrique du Nord jusqu’au mois de juin, la flotte élude les options présentées par Churchill et prend, aux yeux des Britanniques, le risque d’être engagée contre eux (ce qui arriva effectivement lors des combats de Dakar, au Gabon, en Syrie, à Madagascar et en Afrique du Nord lors du débarquement des Alliés).
C’est à ce moment qu’un terrible malentendu se produit. Les conditions britanniques ont d’abord été adressées par deux télégrammes à Reynaud, mais elles n’ont pas été discutées en Conseil des ministres du 16 juin 1940 puisqu'un autre télégramme britannique est venu proposer une « union indissoluble » avec le Royaume-Uni en vue de poursuivre la guerre. Seule cette dernière proposition a été discutée en Conseil des ministres. Quelques jours plus tard, la Chancellerie britannique a rappelé ses conditions au gouvernement Pétain, qui, d'après Albert Kammerer, a un comportement équivoque. Pétain déclare qu’il n’a pas l’intention de remettre la flotte française aux Allemands et que le projet d’armistice ne le prévoit d’ailleurs pas, ce qui est vrai, mais ceci ne répond pas vraiment à la demande des Britanniques, qui craignent que les Allemands puissent s’emparer de la flotte française contre le gré des Français. C’est pourquoi le télégramme, transmis le 16 juin et reconfirmé ensuite, exige que si l’armistice est signé, il ne puisse l’être qu’« à la seule condition que la flotte française soit immédiatement dirigée sur les ports britanniques en attendant l’ouverture de négociations ». Durant la discussion de l’armistice entre la France et l’Allemagne, cet aspect est complètement omis. De plus, les Britanniques ne sont pas informés des clauses de l’armistice qui est finalement signé le 22 juin.
De facto, l’ambassadeur britannique ne prend connaissance de la clause 8 de l’armistice, exigeant que les navires français soient désarmés dans leur port d’attache sous contrôle allemand et italien, qu’après la signature (les navires devaient rejoindre leur base navale habituelle en temps de paix). Comme le confirme l’historien Max Lagarrigue (en) : « […] Trois ports militaires de la marine française sont en zone d’occupation : Cherbourg, Brest et Lorient, donc à la merci d’un coup de force de la Wehrmacht. Seul Toulon est en zone non occupée. Dans l’état actuel de ses forces, l’Angleterre ne peut prendre le risque de ne pas demeurer la première puissance navale du monde. » Cette clause inquiète évidemment les Britanniques, qui n’avaient pas été informés que les installations portuaires de l’Atlantique et de la Manche avaient été sabotées par les marins français, avant l’arrivée des troupes allemandes, et que l’amiral de la flotte, Darlan, avait donné l’ordre à tous ses états-majors, le 24 juin 1940, de saborder leurs bâtiments si les Allemands essayaient de s’en emparer,. Darlan ajouta même que s’il devait donner plus tard un ordre contraire sous la contrainte, il ne faudrait pas en tenir compte et que seul l’ordre de sabordage devrait être considéré.
Toutefois, moins d’un an plus tard et alors qu’il est président du Conseil, Darlan signera aussi des accords qui engagent la France à livrer du matériel militaire à l’Allemagne sous la protection de la marine française et qui envisagent en conséquence « un conflit armé immédiat avec l’Angleterre ou avec les États-Unis ». Si un peu plus de deux ans plus tard, le 27 novembre 1942, quand les Allemands tentent effectivement de s’emparer des navires français après avoir franchi la ligne de démarcation le 11 novembre 1942, la flotte se saborde effectivement à Toulon, les allemands capturent par ailleurs, à Bizerte, La Pomone, l’Iphigénie, la Bombarde et neuf sous-marins.
Le 27 juin 1940, Churchill estima qu’il y avait un sérieux risque que la marine française passe aux mains du IIIe Reich et que ce risque devait être éliminé à tout prix. L’opération déclenchée le 3 juillet 1940 avait pour nom de code Catapult.
À Alexandrie, où stationne la Force X française, des négociations entre les deux états-majors aboutissent à un compromis et évitent tout combat fratricide. Les Français acceptent de vider leurs soutes à mazout et de retirer les mécanismes de tir de leurs canons, et en échange, les navires restent sous le contrôle de leur commandement. Les navires restent alors internés à Alexandrie avec des équipages réduits. Après des accords signés le 30 mai 1943, toute la Force X bascule dans le camp allié.
Au Royaume-Uni, les Britanniques s’emparent par la ruse ou par la force des bâtiments français réfugiés à la suite de l'opération Dynamo : un officier français du sous-marin Surcouf et trois marins de la Royal Navy perdent la vie dans cette opération.
Par ailleurs, une partie de la flotte française avait mis le cap sur les Antilles. Le croiseur-école Jeanne-d'Arc, le porte-avions Béarn (avec à son bord 107 avions), mais aussi l’Émile-Bertin, l’un des croiseurs les plus rapides au monde, transportant 300 tonnes d’or de la Banque de France, jettent l’ancre devant Pointe-à-Pitre et Fort-de-France. Les trois navires sont désarmés du 25 juin 1940 à juin 1943. Ils échappent de peu à une attaque le 3 juillet 1940, quand l’ordre donné par l’Amirauté britannique de couler les croiseurs fut annulé par l’intervention personnelle in extremis du président des États-Unis Franklin D. Roosevelt. Leur présence et celle de l’or de la banque de France entraînent le blocus total de l’île de la Martinique par les navires anglais et américains. L’Émile-Bertin reste au mouillage en 1941 et 1942. Le 16 mai 1942, il commence à être désarmé sous la pression des États-Unis.
Le 2 juillet 1940, la veille de l'attaque de Mers el-Kébir, le Général de Gaulle prononce dans son appel "Duquesne, Tourville, Suffren, Courbet, Guépratte, auraient-ils jamais consenti à mettre à la discrétion de l'ennemi une flotte française intacte ?". Cette déclaration sous-entend qu'une partie de la flotte française fut donnée à l'Allemagne. Cette déclaration est importante à prendre en compte dans le contexte de l'attaque de Mers el-Kébir, elle aurait pu influencer les Britanniques dans leur décision d'attaquer la flotte française, croyant que certains bâtiments français furent déjà livrés aux forces de l'Axe.

## L'ultimatum
L'amiral James Somerville reçut donc l'ordre d'appareiller afin de mettre hors d'état de nuire la flotte française basée à Mers el-Kébir. Arrivé à l'aube du 3 juillet devant la base navale, l’amiral Somerville adressa au vice-amiral d'escadre Marcel Gensoul un télégramme imposant un ultimatum dont le terme échouait six heures plus tard. Il fit trois propositions :
- soit la flotte française rejoignait la flotte britannique dans sa lutte contre l'Allemagne nazie ;
- soit elle se sabordait ;
- soit elle gagnait les ports britanniques, américains ou français des Antilles afin d'être désarmée.

Cet ultimatum revenait à exiger de la France qu'elle honore ses engagements vis-à-vis du Royaume-Uni, contractés le 28 mars 1940, ce qui aurait rompu l'armistice qui venait d'être signé pour suspendre les combats entre la France et l'Allemagne.
Selon Kammerer, diplomate opposé à l'armistice de juin 1940, il y eut quatre propositions (et non pas trois ni deux) : la proposition de rejoindre les ports américains aurait en effet été très différente de celle de rejoindre les ports britanniques, puisque les États-Unis - officiellement neutres - n'étaient pas encore entrés en guerre. Kammerer écrit dans un ouvrage de 1945 que c'est le gouvernement de Vichy qui aura fait croire que l'ultimatum ne laissait le choix que de se rallier à l'Angleterre ou de se saborder.
Selon les marins français rescapés, il semblerait que l'intention de Gensoul était de saborder (ou au moins de saboter son escadre française pour la rendre inutilisable) et qu'il en aurait fait part à Somerville. Toutefois, toujours selon Kammerer, Gensoul aurait attendu les ordres du gouvernement (qui était en train de s'installer à Vichy). Une éventuelle modification du statut de la flotte, conservée à la souveraineté française par les termes de l'armistice, ne pouvait se faire que par accord du comité de l'armistice (comprenant les Allemands), les ordres de Vichy n'auraient pas pu selon Kammerer aller dans le sens d'un sabordage.
Dans le courant de l'après-midi, un compromis était sur le point d'être trouvé, après que Somerville eut prolongé son délai. Mais l'un des adjoints de Darlan, le vice-amiral d'escadre Maurice Le Luc, aurait selon Kammerer fait savoir par radio à Gensoul que les escadres françaises de Toulon et d'Alger se portaient à son secours. Les Britanniques auraient capté ce message et Londres ordonna alors à Somerville d'ouvrir le feu.

## Liste des navires présents
Le 21 juin 1940, la Royal Navy avait positionné en Méditerranée la force H de Gibraltar, commandée par l'amiral Somerville. Cette flotte comptait 1 porte-avions, 2 cuirassés, 1 croiseur de bataille, 3 croiseurs légers et 9 destroyers. De son côté, la marine française, sous le commandement du vice-amiral d'escadre Gensoul, alignait dans la base navale de Mers El-Kébir 4 cuirassés, 1 transport d'hydravions et 6 contre-torpilleurs en majorité de la Force de Raid.
D'autres unités françaises qui se trouvaient dans le port de commerce d'Oran n'ont pas participé au combat du 3 juillet : les 10 torpilleurs Casque, Corsaire, Bordelais, Boulonnais, Brestois, Tornade, Tramontane, Trombe, Typhon et La Poursuivante, les 4 sous-marins Ariane, Danaë, Diane et Euridyce, ainsi que l'aviso colonial Rigault de Genouilly, l'aviso dragueur de mines Chamois, les patrouilleurs Sétoise, Toulonnaise et Terre Neuve, et enfin les remorqueurs Armen et Estérel.
|                               | Français           | Britanniques   |
| ----------------------------- | ------------------ | -------------- |
| Porte-avions                  | -                  | HMS Ark Royal  |
| Transport d'hydravions        | Commandant Teste   | -              |
| Cuirassés                     | Bretagne           | HMS Resolution |
| Cuirassés                     | Provence           | HMS Valiant    |
| Croiseurs de bataille         | Dunkerque          | HMS Hood       |
| Croiseurs de bataille         | Strasbourg         |                |
| Croiseurs légers              |                    | HMS Arethusa   |
| Croiseurs légers              | HMS Emerald        |                |
| Croiseurs légers              | HMS Enterprise     |                |
| Contre-torpilleurs/destroyers | Mogador            | HMS Faulknor   |
| Contre-torpilleurs/destroyers | Volta              | HMS Fearless   |
| Contre-torpilleurs/destroyers | Le Terrible        | HMS Foxhound   |
| Contre-torpilleurs/destroyers | Kersaint           | HMS Vidette    |
| Contre-torpilleurs/destroyers | Tigre              | HMS Foresight  |
| Contre-torpilleurs/destroyers | Lynx               | HMS Escort     |
| Contre-torpilleurs/destroyers | HMS Keppel         |                |
| Contre-torpilleurs/destroyers | HMS Active         |                |
| Contre-torpilleurs/destroyers | HMS Wrestler (en)  |                |
| Contre-torpilleurs/destroyers | HMS Vortigern (en) |                |

## Le déroulement de l'attaque
À 16 h 53, l'amiral Somerville donne l'ordre d'attaquer la flotte française. Il a bien préparé son affaire : il a fait miner la passe du port avec les mines magnétiques larguées par avions. Embossés « cul à quai » à la jetée, les bâtiments français ne peuvent manœuvrer facilement et riposter aux tirs de la flotte britannique, qui est, elle, bien abritée par le relief. De ce fait, l'artillerie principale des 2 croiseurs de bataille (2 tourelles quadruples de 330 mm), concentrée sur la plage avant, est orientée vers la terre. Les navires français sont écrasés sous des salves d'obus rapides et bien réglées par le guidage des avions du HMS Ark Royal. Le cuirassé Provence et le croiseur de bataille Dunkerque sont touchés et s'échouent pour ne pas couler. Le cuirassé Bretagne, atteint par une salve britannique, prend quant à lui feu puis explose. Il chavire et coule en quelques minutes, entraînant avec lui dans la mort 997 marins de son équipage.

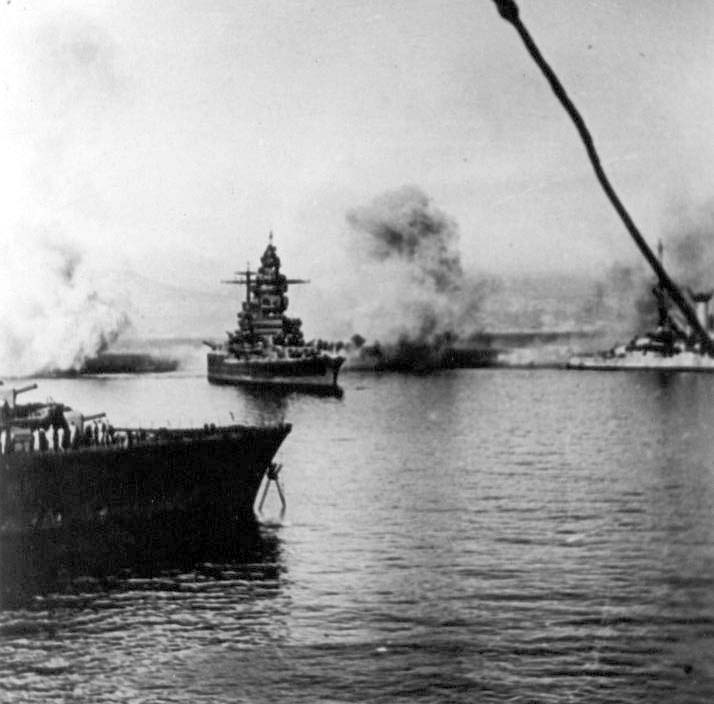
Le croiseur de bataille Strasbourg appareille sous le feu de la Royal Navy.
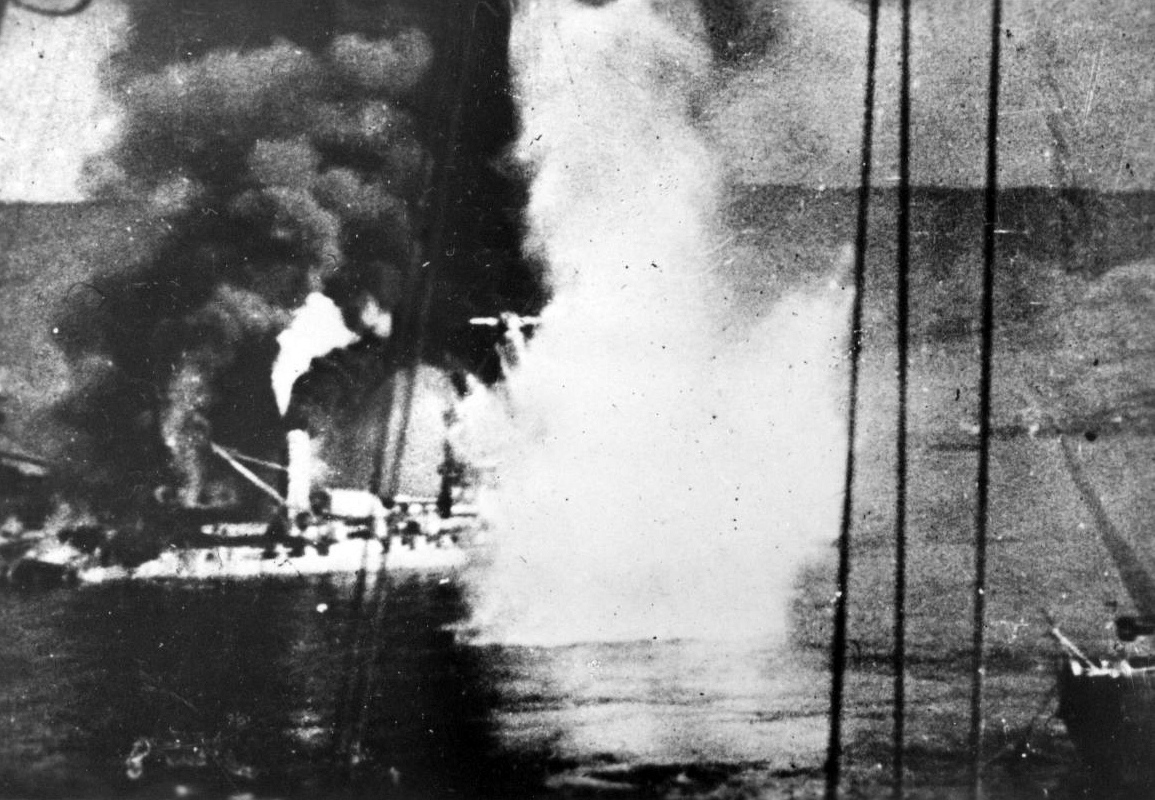
Le cuirassé Bretagne en feu, quelques minutes avant qu'il n'explose.
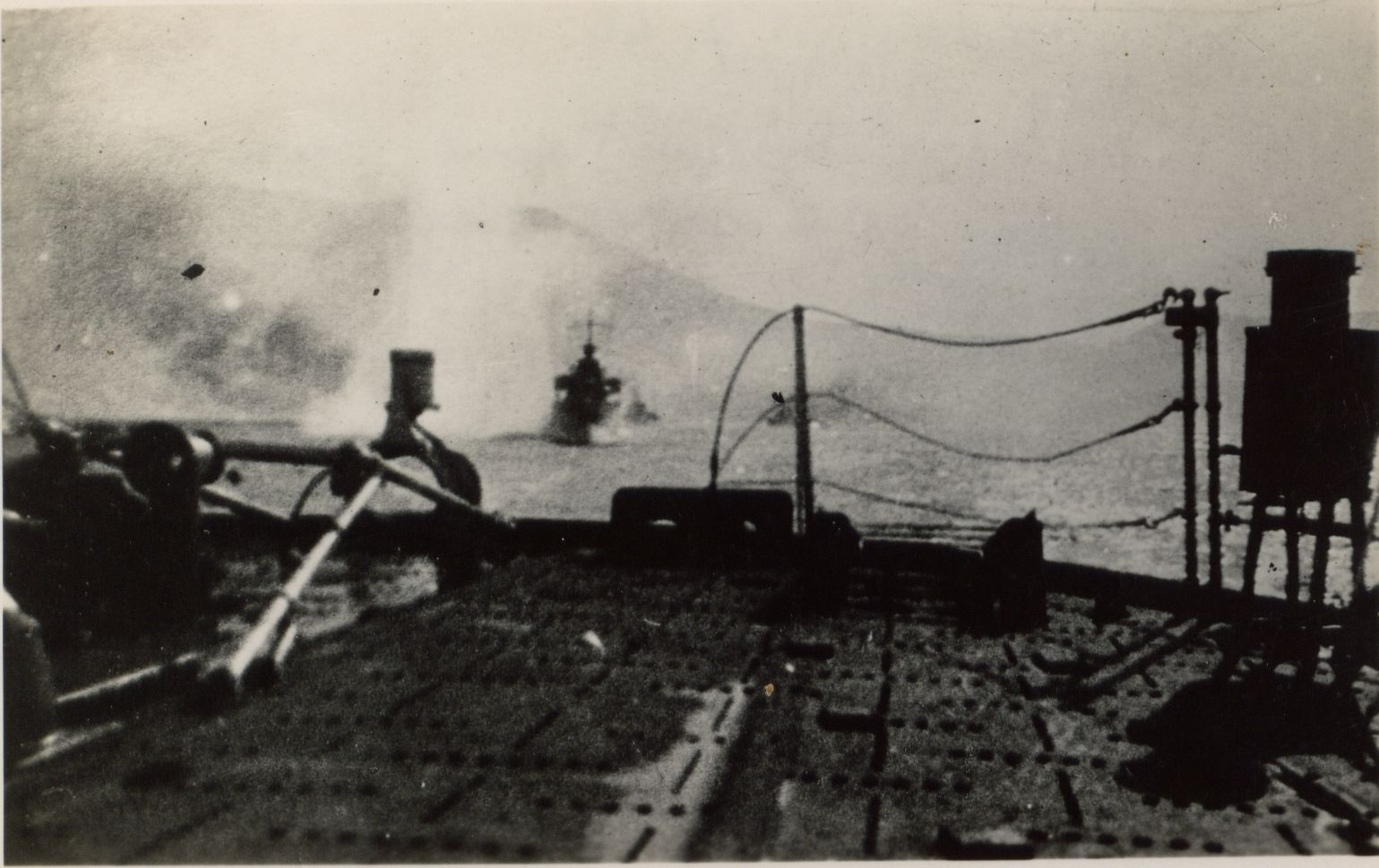
Appareillage sous le feu de la Royal Navy. Le contre-torpilleur Le Terrible en ligne de file, dans les eaux du contre-torpilleur Volta.

Durant le combat, le croiseur de bataille Strasbourg, commandé par le capitaine de vaisseau Louis Edmond Collinet réussit à appareiller à 17 h sans être touché. Suivi de six contre-torpilleurs, il gagne alors le large après un bref engagement contre un destroyer anglais. Le premier contre-torpilleur de la ligne de file, le Mogador, est touché sur l'arrière par un obus de 380 mm qui fait exploser ses grenades anti-sous-marines. Hors de combat, il ne peut s'échapper. À ce moment, l'aviso colonial Rigault de Genouilly, commandé par le capitaine Louis Georges Emile Frossard ne pouvant plus maintenir la vitesse du Strasbourg se retourne et ouvre le feu sur les Britanniques, et les ralentit ainsi. Le Strasbourg augmente sa vitesse et gagne la haute mer, escorté des cinq autres contre-torpilleurs. Le croiseur de bataille HMS Hood tente en vain de l'intercepter et renonce lorsque la nuit tombe. Les bâtiments français, indemnes, accostent au port de Toulon le lendemain. Le Rigault de Genouilly est finalement coulé par erreur le lendemain matin par le sous-marin Britannique, HMS Pandora, qui l'avait pris pour un croiseur, à 11 km au nord du cap Tamentfoust. Le naufrage fait 12 morts. À la suite de cette erreur, l'amirauté britannique présenta ses excuses à l'ambassade de France.
Le transport d'hydravions Commandant Teste, resté au mouillage, n'a pas été touché durant le combat. Il appareille seul pendant la nuit pour rallier Toulon. À 18 h, le vice-amiral d'escadre Gensoul demande un cessez-le-feu pour évacuer ses blessés. Les Britanniques avaient déjà cessé le tir depuis plusieurs minutes, les fumées des tirs et des explosions leur cachant la vue du port.
À la suite de l'attaque, l'amiral Esteva, commandant en chef de la marine française en Méditerranée (Amiral Sud), annonce inopportunément à la radio que le Dunkerque n'a été que légèrement avarié, cela afin de rassurer la population. Prévenue par la presse oranaise, l'amirauté britannique enjoint à l'amiral Somerville de retourner mettre le croiseur de bataille définitivement hors de combat. Le matin du 6 juillet, une attaque est menée par trois vagues de bombardiers-torpilleurs du porte-avions Ark Royal. Malchanceux, le Dunkerque a la coque éventrée par l'explosion des grenades sous-marines d'un patrouilleur auxiliaire, le Terre-Neuve, torpillé alors qu'il est amarré à couple du croiseur de bataille.

## Bilan
Cet engagement fait 1 295 morts du côté français, tandis que les blessés sont évacués vers les hôpitaux d'Oran. La plus grande partie de l'escadre présente à Mers el-Kébir est hors de combat. Victime collatérale, l'aviso colonial Rigault de Genouilly, qui avait appareillé d'Oran, est torpillé le 4 juillet au large d'Alger par le sous-marin HMS Pandora, causant la mort de 3 officiers mariniers et 9 quartiers-maîtres et matelots.
|             | Officiers | Officiers mariniers | Quartiers-maître et marins | Totaux |
| ----------- | --------- | ------------------- | -------------------------- | ------ |
| Bretagne    | 36        | 151                 | 810                        | 997    |
| Dunkerque   | 9         | 37                  | 179                        | 225    |
| Provence    | 1         | 3                   | 4                          | 8      |
| Strasbourg  |           | 2                   | 3                          | 5      |
| Mogador     |           | 3                   | 37                         | 40     |
| Terre Neuve | 1         | 2                   | 6                          | 9      |
| Armen       |           | 2                   | 3                          | 5      |
| Esterel     | 1         | 5                   |                            | 6      |
| Totaux      | 48        | 205                 | 1 042                      | 1 295  |

Les Britanniques ont pour leur part perdu 4 avions (2 chasseurs et 2 avions-torpilleurs) et déplorent 2 morts. Avec cette attaque, le message du Royaume-Uni adressé au monde est clair : « Nous sommes résolus à continuer la guerre, quel qu'en soit le prix ».

## Conséquences

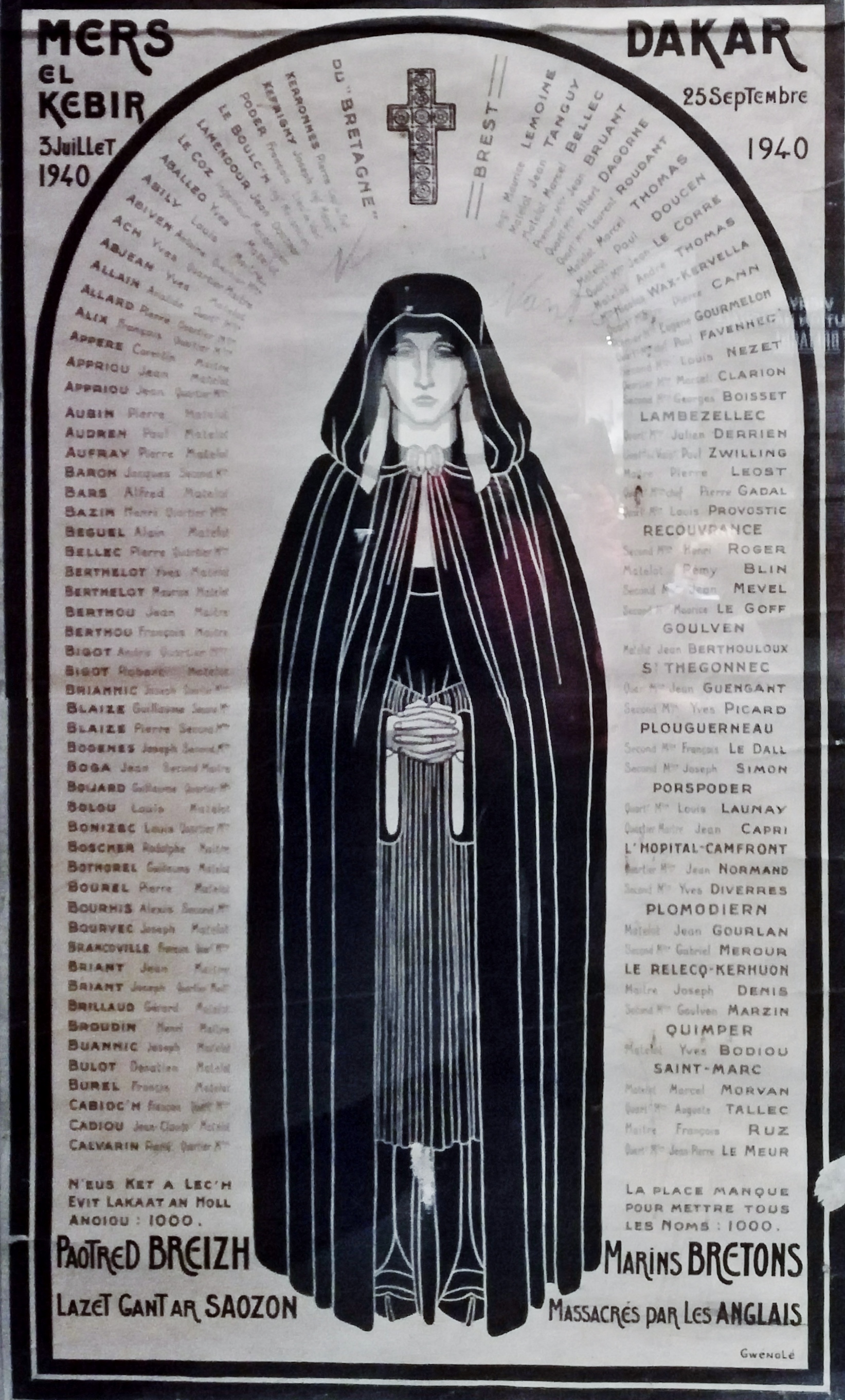
Affiche de propagande allemande utilisant les morts de marins bretons consécutives aux attaques anglaises de Mers el-Kébir et Dakar (Musée de la Résistance en Bretagne de Saint-Marcel).

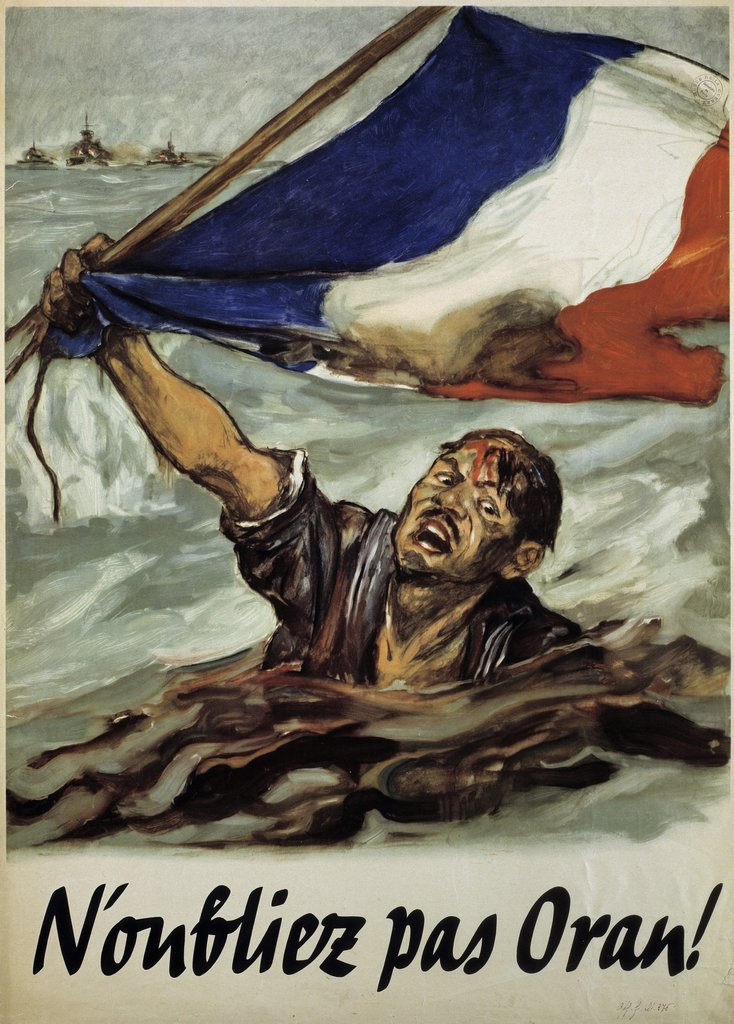
affiche française en réaction à l'attaque.

À Londres, le général de Gaulle justifie l'opération Catapult en déclarant le 8 juillet à la radio de Londres :

« […] en vertu d’un engagement déshonorant, le gouvernement de Bordeaux avait consenti à livrer les navires à la discrétion de l’ennemi. Il n’y a pas le moindre doute qu’en principe et par nécessité l’ennemi les aurait employés soit contre l'Angleterre, soit contre notre propre Empire. Eh bien, je le dis sans ambages, il vaut mieux qu’ils aient été détruits. »

On prétend souvent que cette attaque ainsi que la déclaration de De Gaulle ont porté un coup à la dynamique de l'Appel du 18 Juin. Toutefois, les renoncements à la poursuite de la lutte par les principaux gouverneurs de l'Empire étaient déjà antérieurs à cet événement.
De Gaulle écrira cependant plus tard dans ses Mémoires de guerre :

« […] contrairement à ce que les agences anglaises et américaines avaient d'abord donné à croire, les termes de l'armistice ne comportaient aucune mainmise directe des Allemands sur la flotte française.
 En revanche, il faut reconnaître que devant la capitulation des gouvernants de Bordeaux et les perspectives de leurs défaillances futures, l'Angleterre pouvait redouter que l'ennemi parvînt un jour à disposer de notre flotte […]. »

Quand de Gaulle parlait de Mers el-Kébir, il évoquait un « coup de hache qui a fait couler du sang français » qui n'avait pas facilité le ralliement de militaires français à la cause des Forces françaises libres. Si l'on revient au discours du 8 juillet 1940, le général avait qualifié l'attaque sur Mers el-Kébir « d'odieuse tragédie », mais admis que cet acte était compréhensible de la part des Britanniques. De Gaulle n'avait pas été mis au courant de l'initiative britannique et en concluait qu'elle était le résultat d'un affolement du gouvernement britannique à l'échelon le plus élevé, ce que Winston Churchill lui confirma.
Après la guerre, Churchill jugera que l'attaque de Mers el-Kébir avait été l'une des plus graves erreurs du Royaume-Uni pendant le conflit et le fruit d'un terrible malentendu entre les deux pays.
En effet, d'une part, l'affaire de Mers el-Kébir choqua les Français, notamment ceux d'Algérie qui voyaient l'affaiblissement d'un élément essentiel à leur protection. Mais la population française n'était pas disposée à se jeter si facilement dans les bras de l'Allemagne. Seuls des collaborateurs engagés, comme Pierre Laval et l'amiral Darlan, étaient favorables à une déclaration de guerre immédiate au Royaume-Uni. En l'occurrence, c'est le maréchal Pétain qui joua un rôle modérateur, déclarant : « Une défaite suffit ». Cependant, les relations diplomatiques entre les deux pays furent momentanément rompues. C'est lors de cette période, le 10 juillet 1940, que naquit le régime autoritaire de Vichy.
D'autre part, cette attaque fut abondamment utilisée par la propagande vichyste pour justifier la collaboration avec le Troisième Reich et renforcer sa légitimité. Enfin, contrairement à une idée largement répandue, la plupart des officiers et des amiraux français n'étaient pas anglophobes. Comme preuve, l'entente entre la marine nationale et la Royal Navy pendant l'entre-deux-guerres était bonne, et la coopération fut remarquable entre les deux marines dès le début du conflit. Ainsi, la majeure partie des équipages de la marine française souhaitait, jusqu'à l'attaque du 3 juillet qui choqua les esprits, continuer la lutte aux côtés des Britanniques.
Par la suite, la Marine française aux ordres du Régime de Vichy ne prit plus part au combat contre les forces de l'Axe. Au contraire, elle fut engagée ponctuellement plusieurs fois contre les Alliés, notamment les Forces françaises libres et leur flotte. Ainsi, après l'attaque de Mers el-Kébir, plusieurs affrontements eurent à nouveau lieu : combats de Dakar, au Gabon, en Syrie, à Madagascar, et de nouveau en Afrique du Nord en 1942 lors de l'opération Torch, lorsqu'une partie de l'armée (et donc de la marine) française restée fidèle à Vichy tira sur les forces alliées.
Cette position vichyste de passive neutralité et de collaboration eut également des conséquences néfastes le 27 novembre 1942, lorsque l'amiral Jean de Laborde refusa d'obéir à l'amiral Darlan, qu'il détestait. Darlan, après un revirement d'alliance (il avait, en effet, été un collaborationniste engagé jusqu'au débarquement allié de 1942[réf. souhaitée]), ordonna à de Laborde, à la suite de l'opération Torch, de rallier les forces alliées. Ce dernier, appliquant des ordres de Darlan datant de juin 1940, préféra ordonner le sabordage de la flotte française à Toulon afin qu'elle échappe aux Allemands, sans la livrer pour autant aux Alliés. Quelques commandants, comme Jean L'Herminier, choisirent toutefois de désobéir et de rejoindre les Alliés.

## La bataille dans la littérature
Un roman historique de l'auteur français Abel Benamza relate la bataille de Mers el-Kébir en suivant les destins de deux de ses personnages enrôlés sur le Mogador. Cet ouvrage porte le titre de Noirs Embruns publié aux éditions Astobelarra.
Dans le roman de Daniel Pennac, Terminus Malaussène, le personnage Pépère appelle l'un de ses sbires prénommé Marcel par le sobriquet Kébir. Le calembour Marcel Kébir au lieu de Mers el-Kébir est explicité dans le roman page 205.
Dans La promesse de l’aube de Romain Gary, au chapitre XXXIV : « Nous arrivâmes à Gibraltar juste à temps pour assister au retour de la flotte britannique qui venait de couler noblement nos plus belles unités navales à Mers el-Kébir. On imagine ce que cette nouvelle signifiait pour nous : notre dernier espoir nous répondait par un coup bas. »

## Hommages

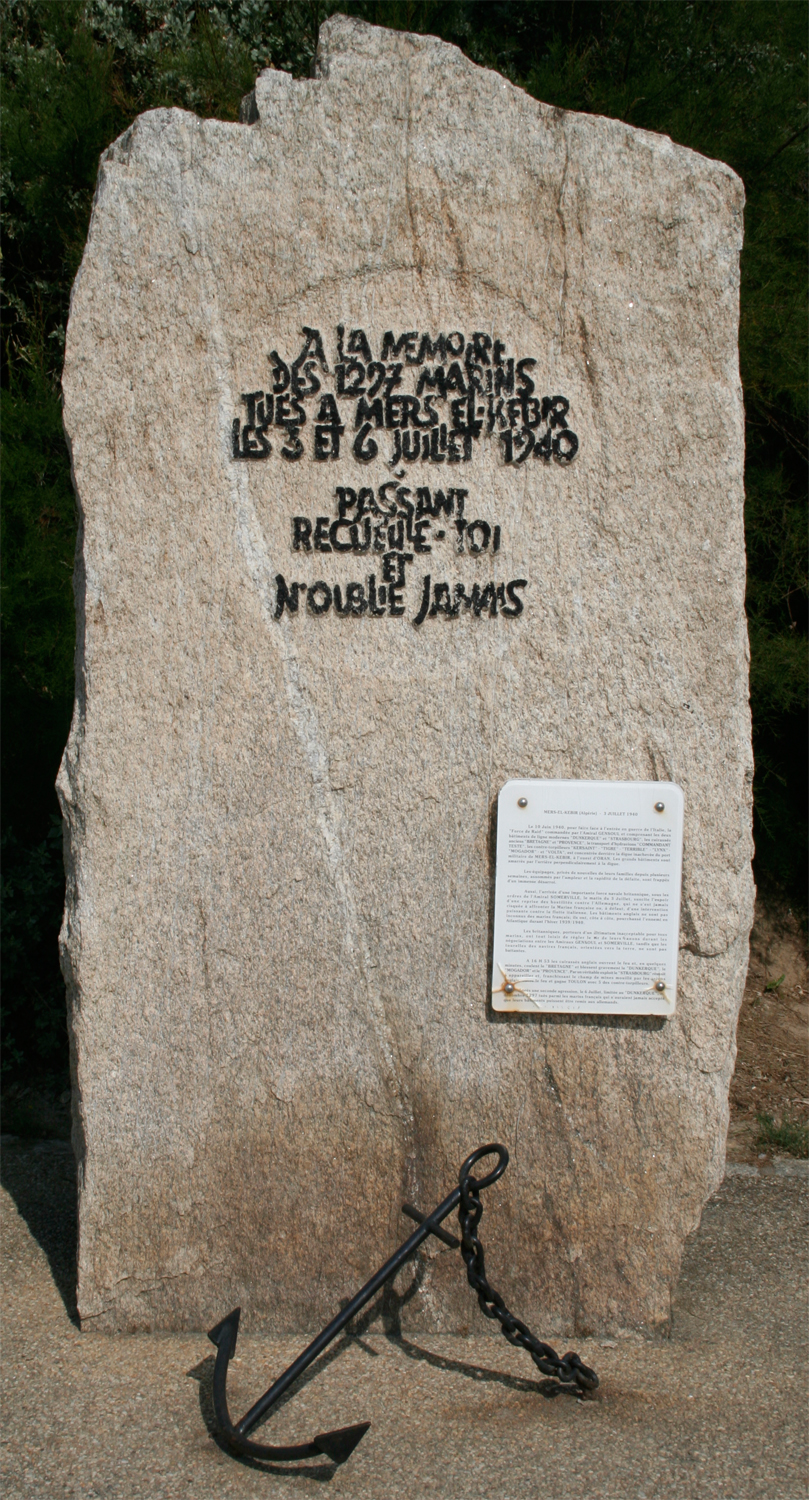
Stèle érigée à Pornic à la mémoire des marins français tués lors de l'attaque du port de Mers el Kebir par la flotte britannique.

Les marins français victimes de cette bataille reposent au cimetière marin de Mers el-Kébir (à Oran). En 2004, le cimetière a été profané. Il a ensuite été reconstruit, aux frais de la France, mais sans ses croix.
À Pornic, près du port, ainsi qu'à Carnon Plage (stèle de l'ancre), un monument rend hommage aux marins morts durant l'attaque.
À Brest, au cimetière de Kerfautras, une stèle leur est également dédiée.

### Vidéos
Les Dossiers de l'écran. Mers el-Kébir, 1979, de Armand Jammot.
- 1re partie : film de Pierre Cardinal ;
- 2e partie : débat présenté par Joseph Pasteur et des invités survivants de Mers el-Kébir français et britanniques, avec l'historien Philippe Masson.